# Ecuador az 1992. évi nyári olimpiai játékokon
Ecuador a spanyolországi Barcelonában megrendezett 1992. évi nyári olimpiai játékok egyik részt vevő nemzete volt. Az országot az olimpián 6 sportágban 13 sportoló képviselte, akik érmet nem szereztek.

## Asztalitenisz
Női
| Versenyző     | Versenyszám | Csoportkör                                                                                            | Csoportkör | Nyolcaddöntő      | Negyeddöntő       | Elődöntő          | Döntő             | Helyezés |
| Versenyző     | Versenyszám | Ellenfél Eredmény                                                                                     | Hely.      | Ellenfél Eredmény | Ellenfél Eredmény | Ellenfél Eredmény | Ellenfél Eredmény | Helyezés |
| ------------- | ----------- | --- | ---------- | ----------------- | ----------------- | ----------------- | ----------------- | -------- |
| María Cabrera | Egyes       | I csoport · Bátorfi Csilla (HUN) · 0-2 · Rossy Pratiwi Dipoyanti (INA) · 0-2 · Lisa Lomas (GBR) · 0-2 | 4.         | kiesett           | kiesett           | kiesett           | kiesett           | 49.      |

## Atlétika
Férfi
| Versenyző       | Versenyszám     | Előfutam | Előfutam | Előfutam | Döntő         | Döntő         |
| Versenyző       | Versenyszám     | Idő      | Hely.    | Össz.    | Idő           | Helyezés      |
| --------------- | --------------- | -------- | -------- | -------- | ------------- | ------------- |
| Edy Punina      | 10 000 m        | 30:19,76 | 23.      | 43.      | kiesett       | kiesett       |
| Rolando Vera    | Maraton         |          |          |          | 2:21:30       | 43.           |
| Jefferson Pérez | 20 km gyaloglás |          |          |          | nem ért célba | nem ért célba |

Női
| Janeth Caizalitín | 1500 m          | nem állt rajthoz | nem állt rajthoz | nem állt rajthoz |         |         |         | kiesett | kiesett | kiesett | kiesett | kiesett |
| Janeth Caizalitín | 3000 m          | 9:32,29          | 11.              | 29.              |         |         |         | kiesett | kiesett |         |         |         |
| Martha Tenorio    | 10 000 m        | 34:29,03         | 17.              | 38.              |         |         |         | kiesett | kiesett |         |         |         |
| Liliana Chalá     | 400 m gát       | 58,55            | 7.               | 24.              | kiesett | kiesett | kiesett | kiesett | kiesett |         |         |         |
| Miriam Ramón      | 10 km gyaloglás |                  |                  |                  |         |         |         | 51:56   | 36.     |         |         |         |

## Cselgáncs
Női
| Versenyző   | Versenyszám  | Selejtező         | Nyolcaddöntő                         | Negyeddöntő       | Elődöntő          | Vigaszág nyolcaddöntő | Vigaszág negyeddöntő | Vigaszág elődöntő | Bronz- mérkőzés   | Döntő             | Helyezés |
| Versenyző   | Versenyszám  | Ellenfél Eredmény | Ellenfél Eredmény                    | Ellenfél Eredmény | Ellenfél Eredmény | Ellenfél Eredmény     | Ellenfél Eredmény    | Ellenfél Eredmény | Ellenfél Eredmény | Ellenfél Eredmény | Helyezés |
| ----------- | ------------ | ----------------- | ------------------------------------ | ----------------- | ----------------- | --------------------- | -------------------- | ----------------- | ----------------- | ----------------- | -------- |
| María Cangá | Félnehézsúly | erőnyerő          | Katarzyna Juszczak (POL) · 0000-1000 | kiesett           | kiesett           |                       |                      |                   |                   |                   | 16.      |

## Kerékpározás

### Országúti kerékpározás
Férfi
| Versenyző          | Versenyszám   | Idő            | Helyezés |
| ------------------ | ------------- | -------------- | -------- |
| Juan Carlos Rosero | Mezőnyverseny | 4:35:56(+0:35) | 43.      |

### Pálya-kerékpározás
Időfutam
| Versenyző         | Versenyszám           | Idő      | Helyezés |
| ----------------- | --------------------- | -------- | -------- |
| Nelson Mario Pons | Férfi egyéni időfutam | 1:06,878 | 17.      |

## Sportlövészet
Férfi
| Versenyző   | Versenyszám       | Selejtező | Selejtező | Döntő   | Döntő    |
| Versenyző   | Versenyszám       | Pont      | Helyezés  | Pont    | Helyezés |
| ----------- | ----------------- | --------- | --------- | ------- | -------- |
| Hugo Romero | Légpuska          | 564       | 42.       | kiesett | kiesett  |
| Hugo Romero | Sportpuska, fekvő | 585       | 49.       | kiesett | kiesett  |

## Úszás
Női
| Versenyző        | Versenyszám | Előfutam | Előfutam | Előfutam | Döntő   | Döntő   | Döntő   | Helyezés |
| Versenyző        | Versenyszám | Idő      | Hely.    | Össz.    | Típus   | Idő     | Hely.   | Helyezés |
| ---------------- | ----------- | -------- | -------- | -------- | ------- | ------- | ------- | -------- |
| Priscilla Madera | 100 m mell  | 1:20,76  | 3.       | 40.      | kiesett | kiesett | kiesett | kiesett  |
| Priscilla Madera | 200 m mell  | 2:46,79  | 3.       | 35.      | kiesett | kiesett | kiesett | kiesett  |